# Gorica, Črnomelj
Gorica este o localitate din comuna Črnomelj, Slovenia, cu o populație de 24 de locuitori.